# Сорочья танагра
Сорочья танагра (лат. Cissopis leverianus) — вид птиц из семейства танагровых, обитающих в Южной Америке. Единственный представитель рода Cissopis.
Русское название дано из-за сине-чёрно-белого оперения, напоминающего оперение европейской сороки. Длина 25—30 см, из которых большую часть составляет хвост (самая длиннохвостая из танагр). Вес птицы 69—76 г.
Встречается во влажных тропических и субтропических лесах, лесопосадках, парках в Южной Америки, за исключением засушливых районов и северо-восточной части Бразилии. Обитает на высоте до 2000 м. Обычно птицы держатся стаями или группами до 10 особей. Часто летает в смешанных стаях с другими птицами. Питаются семенами, фруктами и насекомыми. Гнездо расположено низко на деревьях или кустарниках среди густой растительности. Оно имеет чашеобразную форму и выстилается травой, листьями и другими растительными материалами. В кладке 2 красновато-коричневых яйца, которые птицы насиживают 12—13 дней.
Выделяют 2 подвида:
- Cissopis leverianus leverianus (Gmelin, 1788) — ареал включает восточную Колумбию, южную Венесуэлу, Гвиану и Боливию, соединяясь через бразильскую часть Амазонской низменности
- Cissopis leverianus major Cabanis, 1851 — обитает в Парагвае, юго-восточной Бразилии и северо-восточной Аргентине